# Jacopo Melani
Jacopo Melani (Pistoia, 6 de juliol de 1623 - Pistoia, 18 d'agost de 1676) fou un compositor i violinista italià de l'època barroca. Va ser el germà del compositor Alessandro Melani i del cantant castrato Atto Melani, el més conegut.

## Òperes
- 1655-6: Intermedi (amb La donna più costante), Florència, Cocomero
- 1657: Il potestà di Colognole (La Tancia) (llibret G. A. Moniglia), dramma civile rusticale, Florència, Teatro della Pergola
- 1657: Scipione in Cartagine (llibret Moniglia?), dramma musicale, Florència, Cocomero
- 1658: Il pazzo per forza (llibret G. A. Moniglia), dramma civile rusticale, Florència, Teatro della Pergola
- 1659: Il vecchio balordo (Il vecchio burlato) (llibret Moniglia), dramma civile, Florència, Teatro della Pergola
- 1661: Ercole in Tebe (llibret G. A. Moniglia), festa teatrale, Florència, Teatro della Pergola
- 1663: Amor vuol inganno (La vedova, ovvero Amor vuol inganno) (llibret G. A. Moniglia), dramma civile, Florència
- 1668: Girello (llibret Filippo Acciaiuoli), dramma musicale burlesco with a prologue by Alessandro Stradella, Roma, Palazzo Colonna
- 1669: Il ritorno d'Ulisse (llibret Moniglia), dramma musicale, Pisa, Palazzo dei Medici
- 1670: Enea in Italia (llibret Moniglia), dramma musicale, Pisa, Palazzo dei Medici
- 1674: Tacere et amare (llibret Moniglia), dramma civile musicale, Florència, Cocomero